# Аргентина на летних Олимпийских играх 1972
Аргентина принимала участие в Летних Олимпийских играх 1972 года в Мюнхене (ФРГ) в тринадцатый раз за свою историю, и завоевала одну серебряную медаль. Сборную страны представляли 4 женщины.

## Медали
| Серебро |                  |                                          |            |
| №       | Спортсмены       | Вид спорта (дисциплина)                  | Дата       |
| 1       | Альберто Демидди | Академическая гребля (одиночки, мужчины) | 2 сентября |

## Результаты соревнований

### Академическая гребля
В следующий раунд из каждого заезда проходили несколько лучших экипажей (в зависимости от дисциплины). В финал A выходили 6 сильнейших экипажей, ещё 6 экипажей, выбывших в полуфинале, распределяли места в малом финале B
Мужчины
| Соревнование | Спортсмены       | Предварительный заезд | Предварительный заезд | Предварительный заезд | Отборочный заезд | Отборочный заезд | Отборочный заезд | Полуфинал | Полуфинал | Полуфинал | Финал   | Финал   | Итоговое место |
| Соревнование | Спортсмены       | Заезд                 | Время                 | Место                 | Заезд            | Время            | Место            | Заезд     | Время     | Место     | Время   | Место   | Итоговое место |
| ------------ | ---------------- | --------------------- | --------------------- | --------------------- | ---------------- | ---------------- | ---------------- | --------- | --------- | --------- | ------- | ------- | -------------- |
| одиночки     | Альберто Демидди | 1                     | 7:46,09               | 1 Q                   | не участвовал    | не участвовал    | не участвовал    | 1         | 8:10,01   | 1 QA      | Финал A | Финал A | 2              |
| одиночки     | Альберто Демидди | 1                     | 7:46,09               | 1 Q                   | не участвовал    | не участвовал    | не участвовал    | 1         | 8:10,01   | 1 QA      | 7:11,53 | 2       | 2              |

### Конный спорт
Троеборье
| Соревнование              | Спортсмены                                                                        | Выездка   | Выездка | Кросс     | Кросс | Конкур               | Конкур               | Всего     | Всего |
| Соревнование              | Спортсмены                                                                        | Результат | Место   | Результат | Место | Результат            | Место                | Результат | Место |
| ------------------------- | --------------------------------------------------------------------------------- | --------- | ------- | --------- | ----- | -------------------- | -------------------- | --------- | ----- |
| индивидуальное первенство | Карлос Альберто Альварадо на Rastreador                                           | -64,33    | 47      | DNF       | DNF   | Завершил выступление | Завершил выступление | —         | —     |
| индивидуальное первенство | Хосе Эухенио Акоста на Saxofón                                                    | -85,00    | 71      | DNF       | DNF   | Завершил выступление | Завершил выступление | —         | —     |
| командное первенство      | Хосе Эухенио Акоста Карлос Альберто Альварадо Херардо Хауреги Алехандро Гульельми | -201,67   | 18      | 54,40     | 11    | DNF                  | DNF                  | —         | —     |